# Giuse Địch Cương
Giuse Địch Cương (7 tháng 5 năm 1928 – 29 tháng 12 năm 2022, tiếng Trung:狄剛, tiếng Anh:Josheph Ti Kang) là một giám mục Đài Loan của Giáo hội Công giáo Rôma. Ông từng đảm nhiệm vị trí quan trọng nhất tại Đài Loan, Tổng giám mục Đài Bắc từ năm 1989 đến năm 2004. Ông cũng là hiệu trưởng của Đại học Công giáo Phụ Nhân từ năm 1993 đến năm 1999.

## Tiểu sử
Giám mục Địch Cương sinh ngày 7 tháng 5 năm 1928 tại Đài Loan. Sau quá trình tu học, ngày 20 tháng 12 năm 1953, ông được phong chức linh mục. Linh mục Giuse được chọn làm Thư kí Hội đồng Giám mục Trung Quốc ngày 20 tháng 5 năm 1975 và ông giữ nhiệm vụ ngày đến ngày 19 tháng 4 năm 1979. Tiếp sau đó, Tòa Thánh loan tin bổ nhiệm linh mục Địch Cương làm Giám mục chính tòa Giáo phận Gia Nghĩa ngày 21 tháng 6 cùng năm. Lễ tấn phong cho vị tân chức diễn ra sau đó vào ngày 22 tháng 7 năm 1975. Sức khỏe Tổng giám mục Đài Bắc Mátthêu Giả Ngạn Văn kém, Tòa Thánh quyết định thuyên chuyển và bổ nhiệm Giám mục Gia Nghĩa là Giuse Địch Cương làm Tổng giám mục Phó Đài Bắc. Bốn năm sau đó, ngày 11 tháng 2 năm 1989, Tổng giám mục Văn từ chức, ông chính thức lên kế nhiệm chức Tổng giám mục Đài Bắc. Đi đôi với mục vụ giáo phận, trong khoảng thời gian từ năm 1991 đến năm 1999, ông được chọn làm Phó Chủ tịch Hội đồng Giám mục Đài Loan, trong nhiệm kì sau đó từ năm 1999 đến năm 2003, ông đảm nhận cương vị Chủ tịch Hội đồng này. Ông từ nhiệm ngày 25 tháng 4 năm 2003 ở tuổi 75.
Ông qua đời ngày 29 tháng 12 năm 2022, thọ 94 tuổi.